# 스도촌 (시즈오카현)
스도촌(일본어: 須津村)은 일본 시즈오카현의 동부, 후지군에 속했던 촌이다. 현재의 후지시 동부에 해당한다.

## 역사
- 1889년 4월 1일 - 정촌제 시행에 의해 후지군 스도촌이 성립하였다.
- 1955년 2월 11일 - 요시와라시, 모토요시와라촌, 요시나가촌, 하라다촌과 합병해, 새로운 요시와라시가 성립하여, 동일 스도촌은 폐지되었다.

## 교통

### 철도
현재는 도카이도 신칸센이 구촌 지역을 통과하고 있지만, 당시에는 미개통 상태였다. 

### 도로
현재는 도메이 자동차도가 구촌 지역을 통과하고 있지만, 당시에는 미개통 상태였다. 

## 참고 문헌
- 角川日本地名大辞典 22 静岡県